# Gisela Hundertmarck
Gisela Hundertmarck (* 20. Mai 1930 in Duisburg-Hamborn; † 1. Dezember 1997 in Poppenhausen) war eine deutsche Erziehungswissenschaftlerin.

## Leben und Wirken
Sie war das jüngste von drei Mädchen des Ingenieurs August Hermann Karl Hundertmarck und seiner Ehefrau Marie Emma Hermine, geb. Schrader. In Witten an der Ruhr legte sie 1950 am Schiller-Gymnasium das Abitur ab. Wegen der in ihrer Familie finanziell angespannten Situation absolvierte sie als sogenannte Arbeitsschülerin ein Haushaltsjahr an der renommierten Gymnastikschule Schwarzerden in Gersfeld an der Rhön, zumal „man Kost und Logis frei hatte und sich etwas Geld für die folgende Ausbildung verdienen konnte“ (ebd., S. 114). Anschließend ließ sich Hundertmarck zur Gymnastiklehrerin ausbilden  und unterrichtete  sieben Jahre an ihrer Ausbildungsstätte in Schwarzerden. Ihr wachsendes Interesse für sozialpädagogische Problemfelder  führten sie zur Jugendleiterinnen-Ausbildung, die sie von  1961 bis 1963 mit einem Hessen-Stipendium in Kassel am „Evangelischen Fröbel-Seminar“ ableistete. Nachfolgend studierte die ausgebildete Jugendleiterin, ermöglicht durch ein Stipendium der „Viktor-Gollancz-Stiftung“, Psychologie, Soziologie und Pädagogik zunächst in Göttingen (bei Heinrich Roth) und dann in Tübingen (bei Andreas Flitner). Ihr Studium schloss sie 1969 mit der Promotion ab. Für ihre Dissertation hatte sie das Thema „Soziale Erziehung im Kindergarten“ gewählt. Für ihre wissenschaftliche Arbeit hatte sie drei Gruppen von Materialien herangezogen: a) die teilnehmende Beobachtung, b) mündliche und schriftliche Berichte aus der Praxis und c) Einbeziehung der relevanten wissenschaftlichen Literatur.
Nach dem Studium kehrte Hundertmarck an ihre ehemalige Ausbildungsstätte als Lehrende nach Kassel zurück. Bereits 1971 übernahm sie einen Lehrauftrag an der „Evangelischen Fachhochschule Darmstadt“. In diese Zeit fällt die Arbeit an den von ihr und Hildegard Ulshoefer herausgegebenen Lehrbüchern für Sozialpädagogen zur Kleinkinderziehung in drei Bänden: Band 1: „Kind – Familie – Gesellschaft“; Band 2: „Die Bildsamkeit des Kleinkindes – Gefährdungen und Schwächen“ und Band 3: „Institutionen der Kleinkindererziehung“. Die Lehrbücher leisteten einen wesentlichen Beitrag dazu, die damalige Forschungslücke innerhalb der Kleinkinderpädagogik anzugehen, zumal die Herausgeberinnen großen Wert auf eine fachübergreifende Darstellung der verschiedenen Wissenschaftsdisziplinen (wie Soziologie, Psychologie, Medizin, Rechtswissenschaft u. a.) legten.
Im Juli 1975 wurde Hundertmarck auf einen Lehrstuhl für Erziehungswissenschaft (mit Schwerpunkt Vorschulerziehung) der Universität Münster berufen. Nach drei Jahren Tätigkeit als Universitätsprofessorin übernahm sie im Rheinland-Pfälzischen Ministerium die Leitung des Referates für Soziales, Gesundheit und Sport. Als Referentin bzw. Ministerialrätin war sie zuständig für die Gestaltung der Tageseinrichtungen für Kinder, für die Integration behinderter Kinder sowie für die Qualifizierung sozialpädagogischer Fachkräfte des Landes Rheinland-Pfalz.
Hundertmarck engagierte sich neben ihren beruflichen Verpflichtungen in der „Arbeitsgemeinschaft der Obersten Landesjugendbehörde“, im Fachausschuss „Soziale Berufe“ des „Deutschen Vereins für öffentliche und private Fürsorge“, im Fachgremium der „Arbeitsgemeinschaft für Jugendhilfe“ sowie im „Pestalozzi-Fröbel-Verband“ (PFV). Sie war 1. Vorstandsvorsitzende im PFV (1974–1983) und 1. Vorstandsvorsitzende des Schulträgervereins Schwarzerden/Rhön e.V. (1988–1996).

## Werke (Auswahl)
- Soziale Erziehung im Kindergarten. Stuttgart 1969.
- Erzieherische Gruppenarbeit – erörtert am Beispiel des Kindergartens. In: D. Höltershinken (Hrsg.): Vorschulerziehung. Eine Dokumentation. Freiburg/Brsg. 1971, S. 109–118.
- Kleinkindererziehung. Lehrbücher für Sozialpädagogen. 3 Bände. München 1972.
- Soziale Erziehung: Das Kind in der Gruppe. In: K. Meiers (Hrsg.): Vorschulerziehung. Bad Heilbrunn 1973, S. 152–159.
- Spiel – Chance des Kindes. Die Bedeutung des Spiels für das Kind. In: Theorie und Praxis der Sozialpädagogik. 1973, S. 245–256.
- Kindergarten. In: Willmann-Institut München-Wien (Hrsg.): Wörterbuch der Pädagogik in drei Bänden. Zweiter Band, Freiburg / Basel / Wien 1977, S. 143–145.
- Kindertagesstätte. In: Willmann-Institut München-Wien (Hrsg.): Wörterbuch der Pädagogik in drei Bänden. Zweiter Band, Freiburg / Basel / Wien 1977, S. 146–147.
- Kleinkindererziehung. In: Willmann-Institut München-Wien (Hrsg.): Wörterbuch der Pädagogik in drei Bänden. Zweiter Band, Freiburg / Basel / Wien 1977, S. 156–158.
- Die Gruppe im Kindergarten. In: H. Mörsberger, E. Moskal, E. Pflug (Hrsg.): Der Kindergarten. Band 2: Das Kind im Kindergarten. Freiburg 1978, S. 127–140.
- Ausbildung der Erzieher. In: H. Hielscher (Hrsg.): Früherziehung in Kindergärten. Vorklassen und Familien. Hannover 1978, S. 28–31.
- Sozialisation in der Kg.gruppe. In: M. M. Niermann (Hrsg.): Wörterbuch der Vorschulerziehung. 2, Heidelberg 1979, S. 292–294.
- Bau und Ausstattung von Kinderkrippen, Krabbelstuben, KG. In: M. M. Niermann (Hrsg.): Wörterbuch der Vorschulerziehung. 1, Heidelberg 1979, S. 40–41.
- Schuleintritt als Beginn eines neuen Abschnitts im Bildungsgang des Kindes. In: G. Sennlaub, R. Christiani, G. Hundertmarck, E. Moskal u. a.: Schule – Eltern – Kindergarten. Praktizierte Kooperation. Düsseldorf 1979, S. 105–106.
- Die altersgemischte Gruppe. In: Unsere Kinder. H. 2, 1980, S. 33–36.
- Zur Wiederkehr des 200. Geburtstages von Friedrich Fröbel. In: Deutscher Caritasverband e. V. (Hrsg.): Caritas '82. Jahrbuch des Deutschen Caritasverbandes. Freiburg 1982, S. 118–123.